# HMS Belos (1885)
HMS Belos var ett ubåtsbärgningsfartyg i svenska flottan. Belos sjösattes 1885, köptes av kronan 1940 och var i tjänst från 1941 fram till början på 1960-talet, då fartyget ersattes av den nya HMS Belos.
Ombord på fartyget fanns en nykonstruerad dykarklocka med namn Göta som kunde dockas till en ubåt och på så sätt användas för gemensam räddning av ubåtsbesättning.